# Andrew Raycroft
Andrew Joseph Ernest Raycroft (* 4. Mai 1980 in Belleville, Ontario) ist ein ehemaliger kanadischer Eishockeytorwart, der unter anderem in der National Hockey League bei den Boston Bruins, den Toronto Maple Leafs, den Colorado Avalanche und den Vancouver Canucks unter Vertrag stand.

## Karriere
Raycroft begann seine Laufbahn in der Ontario Hockey League in Kanada. 2000/01 wechselte er zu den Providence Bruins (AHL), dem Farmteam der Boston Bruins, nachdem ihn diese im NHL Entry Draft 1998 an 135. Stelle in der fünften Runde gezogen hatten. Bereits in dieser Saison konnte er sich bei 15 Spielen für Boston präsentieren. Die folgende Saison verbrachte er weiterhin bei den Providence Bruins und wurde nur einmal in Boston eingesetzt. 2002/03 spielte er fünfmal für Boston. Die Saison 2003/04 war seine erste volle NHL-Saison. In dieser Saison kam er auf 57 Spiele für Boston und erhielt die Calder Memorial Trophy als bester Rookie. Die Zeit des Lockout verbrachte Raycroft in der finnischen SM-liiga bei Tappara Tampere.
2005 kehrte er in die NHL zurück. Er kam auf 30 Spiele in Boston, hatte aber mit Leisten-, Sehnen- und Knieverletzungen zu kämpfen. Diese Spielzeit markierte seine bisher schlechteste. Raycroft konnte in den 30 Spielen nur acht Siege vorweisen und verzeichnete einen hohen Gegentorschnitt von 3,7 sowie eine Fangquote von nur 87,9 %. Er verlor seinen Posten als Nummer 1 an Tim Thomas. Im Rahmen eines Tauschgeschäfts im Juni 2006 wechselte Raycroft für die Saison 2006/07 zu den Toronto Maple Leafs, die dafür den Nachwuchstorhüter Tuukka Rask an Boston abgaben. In Toronto trat er die Nachfolge von Ed Belfour an, dessen Vertrag endete. In seiner ersten Spielzeit mit Toronto glich er als Stammtorwart den Franchise-Rekord von 37 Siegen in einer Saison aus, verpasste am Ende aber mit dem Team die Playoffs.
Zur Saison 2007/08 verpflichtete Toronto mit dem Finnen Vesa Toskala einen Konkurrenten auf der Torwartposition. Toskala setzte sich schließlich als Stammkraft durch, während Raycroft mit nur zwei Siegen bei 19 Einsätzen nicht überzeugen konnte. Das Management zog daraus die Konsequenzen und bezahlte den noch bis 2009 laufenden Vertrag von Raycroft aus. Daraufhin unterschrieb Raycroft einen Vertrag bei den Colorado Avalanche, wo er wiederum ein Jahr verblieb. In der Saison 2009/10 wurde er Back-Up für Roberto Luongo bei den Vancouver Canucks. Am 1. Juli 2010 unterzeichnete er schließlich einen auf zwei Jahre befristeten Vertrag bei den Dallas Stars. Im zweiten Vertragsjahr kam er auch bei den Texas Stars aus der AHL zum Einsatz, ehe im Sommer 2012 der Wechsel nach Europa folgte. Er unterschrieb bei Milano Rossoblu, das nach dem Aufstieg wieder an der ersten italienischen Meisterschaft teilnahm. Die Saison 2013/14 verbrachte Raycroft beim IF Björklöven in der zweitklassigen HockeyAllsvenskan, bevor er seine aktive Karriere im Frühjahr 2014 beendete und zur Spielzeit 2014/15 als ehrenamtlicher Torwarttrainer bei der Universitätsmannschaft der University of Connecticut tätig wurde.

## Erfolge und Auszeichnungen
| - 2000 OHL First All-Star Team - 2000 CHL First All-Star Team - 2000 OHL Goaltender of the Year - 2000 Red Tilson Trophy - 2000 CHL Goaltender of the Year | - 2004 NHL-Rookie des Monats Januar - 2004 Teilnahme am NHL YoungStars Game - 2004 Calder Memorial Trophy - 2004 NHL All-Rookie Team |